# Фридрих I фон Пфалц-Зимерн
Фридрих I (на немски: Friedrich I von Pfalz-Simmern, der Hunsrücker; * 24 април 1417; † 29 ноември 1480, Зимерн/Хунсрюк) от династията Вителсбахи, е от 1459 до 1480 г. пфалцграф и херцог на Пфалц-Зимерн и граф на Спонхайм от 1444 до 1480 г.

## Живот
Той е големият син на пфалцграф Стефан фон Пфалц-Зимерн-Цвайбрюкен (1385 – 1459), третият син на римско-немския крал Рупрехт фон дер Пфалц. Майка му е графиня Анна фон Велденц (1390 – 1439).
През 1444 г. Фридрих I и брат му Лудвиг I наследяват дядо си по майчина линия граф Фридрих III фон Велденц. Фридрих I получава от наследството на дядо си пфалцската част от Графство Спонхайм, което управлява от Кастелаун като граф на Спонхайм. След смъртта на баща му на 14 февруари 1459 г. той го последва в Зимерн, севернатата част на княжество Пфалц-Зимерн-Цвайбрюкен. По-малкият му брат Лудвиг I получава Пфалц-Цвайбрюкен и Графство Велденц. Фридрих е винаги на страната на курфюрст Фридрих I фон Пфалц по време на неговите войни.
Фридрих I е наследен от сина му Йохан I като пфалцграф и херцог на Зимерн.

## Фамилия
Фридрих I се жени на 6 август 1454 г. в Лобит (Нидерландия) за Маргарета фон Гелдерн (* 11 август 1436, † 2 ноември 1486). Тя е дъщеря на херцог Арнолд фон Гелдерн (1410 – 1473) от Херцогство Гелдерн и първата му съпруга Катарина фон Клеве (1417 – 1479), дъщеря на херцог Адолф II фон Клеве (1373 – 1448) от Херцогство Клеве. Маргарета е сестра на шотландската кралица Мария Гелдерландска, от 3 юли 1449 г. съпруга на крал Джеймс II. Фридрих I и Маргарета имат децата:
- Катарина (1455 – 1522), абатеса в манастир Св. Клара в Трир
- Стефан (1457 – 1489), домхер на катедралите в Страсбург, Майнц и Кьолн
- Вилхелм (*/† 1458)
- Йохан I (1459 – 1509), пфалцграф на Зимерн (1480 – 1509)

∞ графиня Йохана фон Насау-Саарбрюкен (1464 – 1521)
- Фридрих (1460 – 1518), домхер на катедралите на Кьолн, Шпайер, Трир, Майнц, Магдебург и Страсбург
- Рупрехт (1461 – 1507), като Рупрехт II 45. епископ на Регенсбург (1492 – 1507)
- Анна (1465 – 1517), монахиня в Трир
- Маргарета (1466 – 1506), монахиня в Трир
- Хелена (1467 – 1555), приор в манастир Св. Агнес в Трир
- Вилхелм (1468 – 1481), домхер в Трир